# Tolkkiluoto
Tolkkiluoto är en ö i Finland. Den ligger i sjön Saimen och i kommunerna Ruokolax och Taipalsaari och landskapet Södra Karelen, i den södra delen av landet, 220 km nordost om huvudstaden Helsingfors. Öns area är 0,1 hektar och dess största längd är 80 meter i nord-sydlig riktning.